# Egon Henninger
Egon Henninger (* 22. Juni 1940 in Kühlungsborn; † 10. August 2025) war ein DDR-Schwimmsportler, der zwei olympische Silbermedaillen mit der Lagenstaffel gewann.

## Werdegang

### Schwimmkarriere
1959 gewann Henninger bei einem Militärsportfest als Angehöriger der Volksmarine das Brustschwimmen. Bereits ein Jahr später qualifizierte sich der 1,74 Meter große Athlet als Teil der gesamtdeutschen Mannschaft für die Olympischen Spiele 1960 in Rom. In 2:40,1 Minuten erreichte er den vierten Platz im 200-Meter-Brustschwimmen.
1962 bei den Europameisterschaften in Leipzig belegte er den dritten Platz über 200 Meter Brust. Mit der 4-mal-100-Meter-Lagenstaffel der DDR in der Besetzung Jürgen Dietze, Egon Henninger, Horst-Günter Gregor und Frank Wiegand gewann er den Europameistertitel.

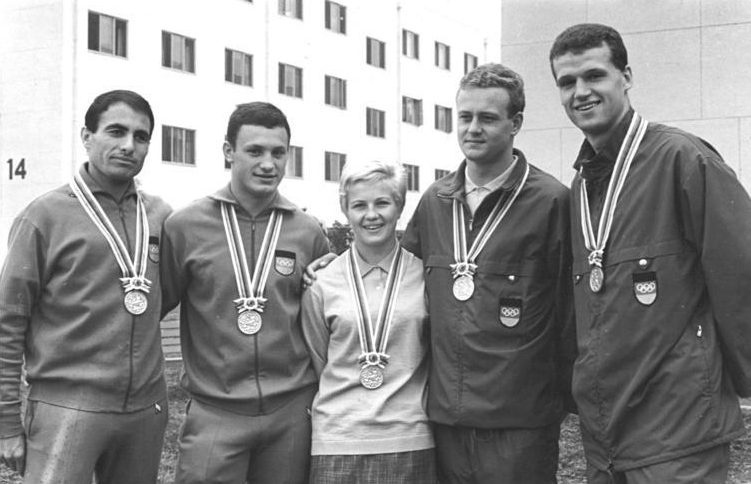
Egon Henninger (2. v. l.) mit anderen Medaillengewinnern aus der DDR bei den Olympischen Spielen 1964 in Tokio

Zum letzten Mal wurde die Lagenstaffel für die Olympischen Spiele 1964 im Rahmen der gesamtdeutschen Mannschaft aus je zwei Schwimmern aus Ost und West zusammengestellt. Der Rückenschwimmer Ernst-Joachim Küppers am Start und der Freistilschwimmer Hans-Joachim Klein als Schlussschwimmer rahmten Henninger und Gregor aus der DDR ein, gemeinsam gewannen die vier Schwimmer die Silbermedaille hinter der US-Staffel. Auf der 200-Meter-Bruststrecke schwamm Henninger 2:31,1 Minuten und belegte den fünften Platz.
Henninger belegte bei den Schwimmeuropameisterschaften 1966 in Utrecht den dritten Platz über 200 Meter Brust. Die 4-mal-100-Meter-Lagenstaffel mit Dietze, Henninger, Gregor und Wiegand gewann Silber hinter der Staffel aus der Sowjetunion.
Bei den Olympischen Spielen 1968 in Mexiko-Stadt erreichte Henninger den Endlauf auf der neuen 100-Meter-Brustdistanz und belegte den achten Platz, über 200 Meter wurde er Sechster. Die DDR-Staffel mit Roland Matthes, Henninger, Gregor und Wiegand belegte erneut den zweiten Platz hinter der US-Staffel.
Bei den Europameisterschaften 1970 in Barcelona erreichte Henninger auf beiden Einzelstrecken den vierten Platz. In der Staffel hatte Klaus Katzur seinen Platz eingenommen.
Bei DDR-Meisterschaften errang er auf der 100-Meter-Bruststrecke von 1962 bis 1970 acht Einzeltitel, lediglich 1967 gewann Katzur. Auf der 200-Meter-Distanz siegte er 1960–1963, 1966, 1968 und 1970. Egon Henninger stellte sowohl auf Einzelstrecken als auch mit der Staffel Weltrekorde auf Yards-Distanzen auf. Auf den metrischen Distanzen stellte er 1960 einen neuen Europarekord über 200 Meter und 1964 einen Europarekord über 100 Meter Brust auf.

### Weiterer Werdegang
Egon Henninger studierte an der Deutschen Hochschule für Körperkultur. Nach seinem Studium war er als Sportinstrukteur bei der Volksmarine tätig und stieg bis zum Fregattenkapitän auf. Er trat für den ASK Vorwärts Rostock an.

## Auszeichnungen (Auswahl)
- 1962 und 1964: Vaterländischer Verdienstorden in Bronze
- 1968: Vaterländischer Verdienstorden in Silber